# Université de Moncton
L’Université de Moncton est une université canadienne de langue française au Nouveau-Brunswick. Elle regroupe les campus d'Edmundston, de Moncton et de Shippagan.
L'université est fondée en 1963 à la suite des recommandations de la Commission royale d’enquête sur l’enseignement supérieur au Nouveau-Brunswick. Depuis, l'établissement est largement considéré comme l'héritier de plusieurs établissements d'enseignement supérieur acadiens tel le Collège Saint-Joseph.
L’université offre des formations et participe à la recherche dans les domaines de l'administration, des arts, des sciences sociales, du droit, de l’ingénierie, des sciences, de la santé, des services communautaires et de l'éducation.
L'université compte, en date de janvier 2024, 5 244 inscriptions à temps complet et 552 inscriptions à temps partiel. Les étudiantes et étudiants proviennent du Nouveau-Brunswick, d’autres provinces du Canada et de l’international. L’Université offre près de 198 programmes dans les trois cycles d’études.

## Historique

### Origines
En 1852, après son transfert de Tracadie en Nouvelle-Écosse, vers Memramcook, au sud-est du Nouveau-Brunswick, l'abbé François-Xavier Lafrance entame son projet de séminaire. C'est ainsi que le 15 novembre 1854, le Séminaire Saint-Thomas de Memramcook ouvre officiellement ses portes à 95 élèves. À cause de problèmes financiers, l'établissement ferme définitivement en 1862. L'abbé Lafrance lègue ses propriétés à son évêque et bon ami, l'évêque de Saint-Jean, Mgr John Sweeny (en), le 2 juillet 1863, avec la promesse que ce dernier installe une communauté religieuse francophone dans le Séminaire.
Dès l'année suivante, Mgr Sweeny tient sa promesse. Grâce à la Congrégation de Sainte-Croix, le Collège Saint-Joseph voit le jour dans l'ancien Séminaire de l'abbé Lafrance et la direction de ce nouveau collège est confiée au soin de l'un de ses membres, le père Camille Lefebvre. Le Collège Saint-Joseph accueille sa première cohorte d'étudiants le 10 octobre 1864. Après quatre années d'existence et à la suite de son incorporation, le Collège Saint-Joseph se voit donner la possibilité de décerner des diplômes de baccalauréat, de maîtrise et de doctorat. En 1888, il est reconnu à titre d'université. En 1928, l'Université du Collège Saint-Joseph fait peau neuve en se renommant Université Saint-Joseph. En 1933, un incendie ravage l'université. En 1953, l'Université Saint-Joseph déménagea une partie de ses effectifs à Moncton, créant l'ouverture d'un campus urbain pour cette université qui voit sa supervision être confiée au père Clément Cormier.
D'autre part, au début de l'année 1899, à Caraquet, au nord-est du Nouveau-Brunswick, les pères Eudistes ouvrent le Collège Sacré-Cœur. L'année suivante, le Collège reçoit le privilège de décerner des grades. Dans la nuit du 31 décembre 1915, l'établissement est détruit à la suite d'un incendie. Le Collège Sacré-Cœur est alors reconstruit à Bathurst et les cours ont repris en septembre 1916. En 1941, le Collège Sacré-Cœur de Bathurst reçoit le statut d'université.
En 1943, les religieuses Notre-Dame du Sacré-Cœur fondent le premier collège pour filles à Memramcook au Nouveau-Brunswick, soit le Collège Notre-Dame d'Acadie. Le Collège est déménagé à Moncton en 1949 dans un plus grand édifice.
Sous la direction des Eudistes, le Collège Saint-Louis voit le jour à Edmundston, en septembre 1946. L'année suivante, le gouvernement du Nouveau-Brunswick lui donne sa charte universitaire et ainsi le Collège Saint-Louis devient l'Université Saint-Louis. De leur côté, les Religieuses Hospitalières de Saint-Joseph avec en tête Sr Rhéa Larose, fondent le Collège Maillet situé à Saint-Basile. Ce collège, une institution pour les jeunes filles, se voit affilié directement avec l'Université Saint-Louis en 1949.
À la fin des années 1950, le Collège Jésus-Marie, un collège pour les jeunes filles, ouvre ses portes à Shippagan sous la gouverne de la Congrégation des religieuses de Jésus-Marie. En 1963, à la suite de la création de l'Université de Moncton, le Collège Jésus-Marie est affilié au Collège de Bathurst (anciennement Université Sacré-Cœur de Bathurst) qui a cédé son statut d'université pour redevenir un collège.

### Fondation
Peu de temps après son élection à titre de premier ministre du Nouveau-Brunswick en 1960, Louis J. Robichaud, crée une Commission royale d'enquête sur l'enseignement supérieur au Nouveau-Brunswick. John J. Deutsch préside cette dernière qui en juin 1962 publie un rapport recommandant à la fois la création d'une seule université francophone pouvant décerner des grades dans la province et l'affiliation des différents collèges (anciennement universités) à celle-ci. C'est ainsi que l'Université Saint-Joseph de Memramcook, l’Université Sacré-Cœur de Bathurst et l'Université Saint-Louis d'Edmundston suspendent leur charte universitaire pour devenir des collèges affiliés à la nouvelle université. L'Université de Moncton est officiellement créée le 19 juin 1963.
La Commission Deutsch avait considéré plusieurs noms - Université Notre-Dame, Université Saint-Joseph, Université acadienne, Université de Moncton. Ce dernier nom a été préféré, selon le recteur-fondateur Clément Cormier, afin de mettre l’accent sur le caractère d’universalité de l’institution et sur le fait que son rôle diffère de celui des «sociétés patriotiques».
Selon l’historien Joël Belliveau, le nom Université de Moncton, « était un choix tactique et stratégique » en partie parce que ce nom neutre « ne risquait pas de provoquer la colère des anglophones ». En 1990, Louis J. Robichaud, se prononçant contre un changement du nom, écrit «nous pouvons maintenant dire que nous avons la reconnaissance la plus totale de l’élément anglophone de Moncton et du Nouveau-Brunswick et il ne serait pas sage de mettre en péril cet acquis».
Gérée dès ses débuts par la congrégation de Sainte-Croix (le recteur-fondateur de l’Université de Moncton est le père Clément Cormier, c.s.c.), l’administration de l’institution se laïcise en 1967 avec la nomination d’un premier recteur et d’un premier chancelier laïcs, Adélard Savoie.
En 1965, des effectifs du Collège Saint-Joseph sont transférés sur le campus de l'Université de Moncton et le Collège Notre-Dame d'Acadie ferme ses portes.
En 1972, le Collège Saint-Joseph cesse d'exister et son enseignement fut assumé par la Faculté des arts du campus de l'Université de Moncton. Le Collège Maillet et le Collège Saint-Louis fusionnent en 1972 et adoptent le nom de Collège Saint-Louis-Maillet. Le Collège Jésus-Marie de Shippagan cesse son affiliation avec le Collège de Bathurst, est affilié directement à l'Université de Moncton et offre les deux premières années du programme des arts.
À la suite des recommandations formulées en 1975 par le Comité de l’enseignement supérieur dans le secteur francophone au Nouveau-Brunswick présidé par le juge Louis A. LeBel, l'Université de Moncton connaît une réorganisation majeure.
En 1977, l’Université de Moncton devient une université composée de trois campus égaux, situés dans les trois grandes régions francophones de la province: Edmundston, Moncton et Shippagan. Le Collège Saint-Louis-Maillet devient le Centre universitaire Saint-Louis-Maillet (CUSLM) campus de l'Université de Moncton ; Moncton devient le Centre universitaire de Moncton (CUM), campus de l'Université de Moncton ; et le Collège Jésus-Marie devient le Centre universitaire de Shippagan (CUS) campus de l'Université de Moncton. Le Collège de Bathurst ferme ses portes, les installations devenant la propriété de la Commission des collèges communautaires du Nouveau-Brunswick.
Depuis 1994, les désignations des trois constituantes de l'Université de Moncton sont : Université de Moncton, campus d’Edmundston (UMCE) ; Université de Moncton, campus de Moncton (UMCM) ; et Université de Moncton, campus de Shippagan (UMCS),.

## Bibliothèques, musées et collections
Située sur le campus de Moncton, la Bibliothèque Champlain est la plus importante bibliothèque universitaire francophone des provinces de l'Atlantique avec ses centaines de bases de données, sa collection de centaines de milliers de livres, de centaine de milliers de périodiques autant en version papier qu’en version électronique. De plus, depuis janvier 2022, la bibliothèque s’est abonnée à la collection CloudSource OA qui fournit une collection sans cesse croissante et vérifiée de plus de quarante millions d’articles évalués par des pairs, des livres de non-fiction et d’autres documents disponibles en accès libre.
Situé au sous-sol de la Bibliothèque Champlain, le Centre d'études acadiennes Anselme-Chiasson possède la plus importante collection d'archives et de documentation au monde sur l'Acadie et les Acadiens. Sa bibliothèque compte plus de 12 000 livres, plus de 3 000 microfilms ainsi que l'inventaire complet de tous les journaux acadiens. Son mandat principal est de conserver toute la documentation acadienne. Le Centre fait connaître l’histoire et la culture de l’Acadie. Il est composé des cinq secteurs suivants : archives institutionnelles, archives privées, bibliothèque, généalogie, ethnologie et de folklore.
Le campus de Moncton possède deux autres bibliothèques: la Bibliothèque de droit Michel-Bastarache à la Faculté de droit ainsi que le Centre de ressources pédagogiques à la Faculté des sciences de l’éducation. La Bibliothèque de droit Michel-Bastarache met à la disposition de la population étudiante, du corps professoral, des juristes et des membres du public une collection d'environ 150 000 volumes. En plus de vastes collections électroniques, la bibliothèque renferme les lois, les règlements et la jurisprudence du Canada, de l'Angleterre et des États-Unis ainsi qu'une importante sélection de recueils de jurisprudence d’autres pays de common law. Le Centre de ressources pédagogiques est situé à la Faculté des sciences de l’éducation. Il contient au-delà de 40 000 documents comprenant des tests normalisés, des manuels scolaires, des guides et des trousses pédagogiques, les programmes d’études des écoles du Nouveau-Brunswick et plus. On y retrouve également au Centre de ressources pédagogiques une bibliothèque pour les jeunes. Le Centre abrite la Petite galerie Eulalie et le Centre de documentation en Education Planétaire (ECPP).
La Bibliothèque Rhéa-Larose, au campus d'Edmundston, fut inaugurée le 25 octobre 1968 et elle occupe deux niveaux. Sa collection compte environ 50 000 volumes en plus des collections de publications gouvernementales canadiennes et néo-brunswickoises et des publications en série. Elle offre plus d'une centaine de bases de données, 240 000 périodiques électroniques et 650 000 livres électroniques. Elle abrite le Centre de documentation et d'études madawaskayennes (CDEM). Un projet majeur de rénovation a été réalisé en 2010 qui a fait de sorte qu'elle offre maintenant ses services à la communauté du Collège communautaire du Nouveau-Brunswick - campus d'Edmundston.
La Bibliothèque Aldéa-Landry du campus de Shippagan compte plus de 25 000 documents en version papier. Elle offre aussi des accès à plus de 30 000 livres électroniques avec le réseau des bibliothèques de l'Université de Moncton. On retrouve également plus de 6 000 publications gouvernementales, des documents audiovisuels et des livres rares. Elle possède quatre collections spécialisées, soit l'administration des affaires, le développement durable et zone côtière, l'éducation et la gestion de l'information. La Bibliothèque du campus de Shippagan offre plus de 300 journaux et périodiques en version papier. Elle offre aussi accès à plus de 10 000 titres de périodiques électroniques.
Le Musée acadien du campus de Moncton est le plus ancien musée de la sorte, ayant été fondé en 1886 au Collège Saint-Joseph. Maintenant situé dans l'édifice Clément-Cormier, la collection dépasse 44 000 objets et photographies. Le mandat du Musée est : collectionner, préserver, rechercher et démontrer les objets en lien avec la culture et l'histoire des Acadiennes et Acadiens. Elle offre une exposition permanente et des expositions temporaires.
La Galerie d'art Louise-et-Reuben-Cohen du campus de Moncton est l'un des résultats en lien avec la création du Département des arts visuels à l'Université de Moncton. Son nom antérieurement était la Galerie d’art de l’Université de Moncton, mais celle-ci en 2005, change son nom à la Galerie d’art Louise-et-Reuben-Cohen pour rendre honneur à Reuben Cohen (en) ainsi que son épouse Louise qui ont été de grands donateurs dans le domaine des arts à l’Université de Moncton. La Galerie d'art Louise-et-Reuben-Cohen est située dans l'édifice Clément-Cormier.
La collection d'art inuit Esther et Isadore Fine, à la Bibliothèque Champlain, a été léguée par ce couple de Moncton et compte 242 pièces datant de la période classique, soit de 1930 à 1975, de 150 artistes dont Pudlo Pudlat, Kananginak Pootoogook et Kenojuak Ashevak. La collection est librement accessible.

## Campus
| \| Moncton Shippagan Edmundston \| Localisation des campus |
| Moncton Shippagan Edmundston                               |

L'Université de Moncton a trois campus exclusivement de langue française.

### Campus de Moncton
Le campus de Moncton accueille plus de 70 % des étudiantes et étudiants et offre l'ensemble des programmes, à l'exception de quelques programmes qui sont seulement offerts à Edmundston et Shippagan. Situé au nord de la ville, le campus de Moncton regroupe une dizaine de pavillons, le centre sportif CEPS Louis-J.-Robichaud, l'aréna J.-Louis-Lévesque, le Musée acadien, la Galerie d'art Louise-et-Reuben-Cohen et plusieurs résidences et appartements pour répondre aux besoins des étudiantes et étudiants (chambres, studios et appartements universitaires).

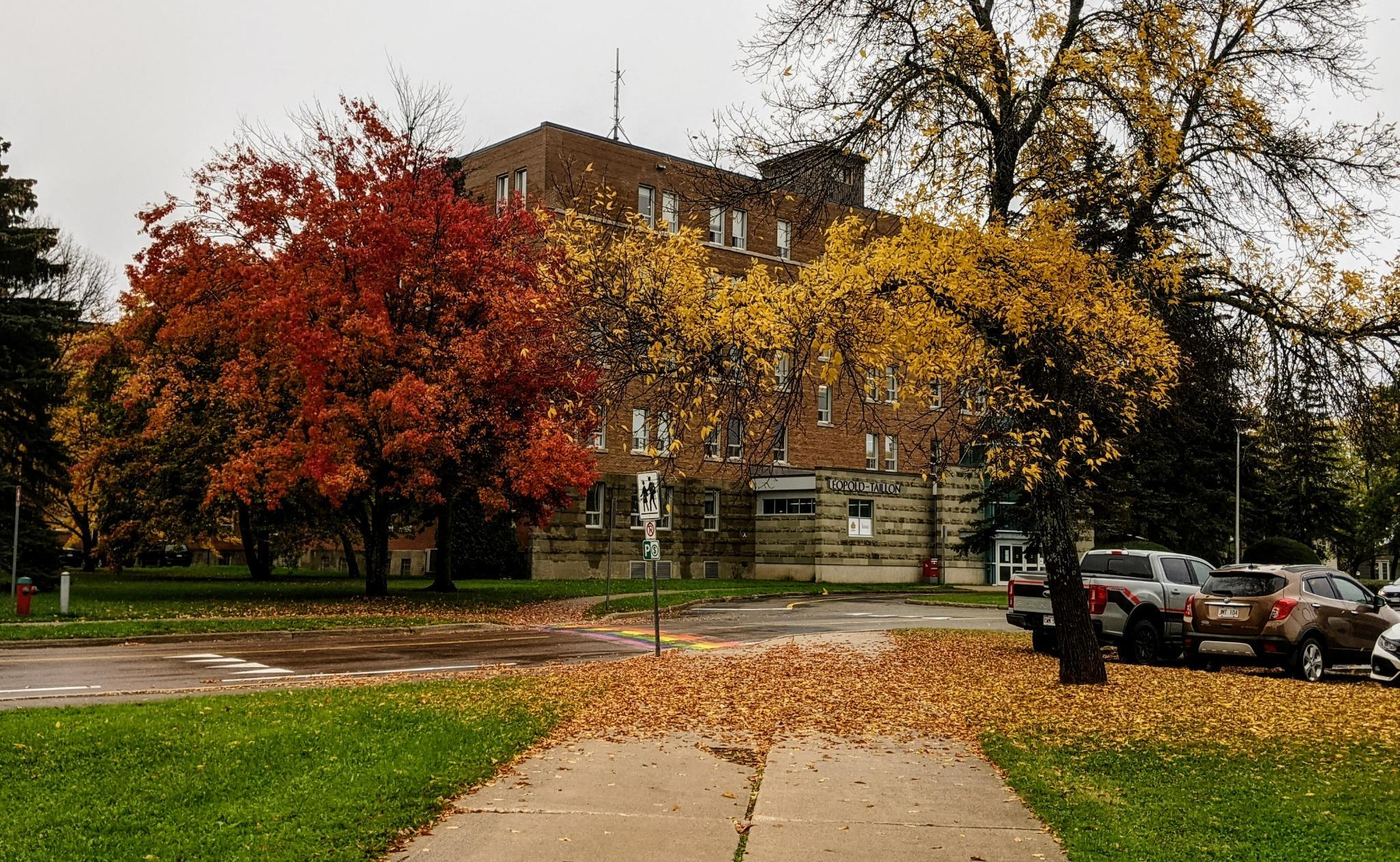
Pavillon Léopold-Taillon au campus de Moncton

Le campus de Moncton devait à l'origine être compact, notamment en raison du site venteux, mais possède plutôt des édifices très espacés, selon un plan dépendant de l'automobile. Contrairement au style « gothique collégien » de la plupart des campus nord-américains, il possède un style d'inspiration moderniste. Plusieurs architectes locaux, dont des Acadiens, ont contribué à la construction du campus, mais l'influence de l'architecture québécoise reste palpable par l'usage de briques de couleur chamois pâle. Parmi les grandes réalisations figurent, selon John Leroux, le pavillon des sciences Rémi-Rossignol, avec son plan en « X », son escalier central en spirale et son foyer circulaire ; l'aréna J.-Louis-Lévesque ; la résidence étudiante Lafrance ; le pavillon des Arts ; le pavillon Jean-Cadieux, constitué de béton préfabriqué, ainsi que la Chaudière. L'édifice Léopold-Taillon, l'ancien Couvent Good Shepherd construit en 1948, est le dernier chef-d'œuvre de René-Arthur Fréchet. Le pavillon d'ingénierie, d'un style postmoderne, possède une verrière voûtée traversant le corps de l'édifice, l'un des meilleurs exemples dans la province selon John Leroux. Le pavillon des Sciences de l'environnement, du même style, représente, selon Pierre Gallant, le « leadership d'un style acadien naissant » par son inspiration technologique.

### Campus d'Edmundston
Le campus d'Edmundston est bâti sur un secteur en amont du centre-ville, près de la route Transcanadienne. Il compte quatre pavillons, un centre étudiant et une résidence. Le pavillon sportif d'Edmundston est situé sur les terrains du campus dans lequel on retrouve une piscine, un mur d'escalade, différents gymnases et plus. Un amphithéâtre de 2 400 sièges qui sert pour le hockey et les spectacles est également juxtaposé au pavillon sportif. À l'extérieur, on retrouve un terrain d'athlétisme à six couloirs avec estrades.
Le pavillon Simon-Larouche, conçu par l'architecte québécois Edgar Courchesne en 1950, est inspiré du style Art-déco et est typique des monastères et collèges québécois par son plan symétrique, ses détails francs et l'usage de la pierre grise.

### Campus de Shippagan
Le campus de Shippagan est situé dans le nord-est du Nouveau-Brunswick. Il regroupe quatre pavillons (pavillon Irène-Léger, pavillon Bibliothèque, Sciences et technologie, pavillon Zones côtières, pavillon sportif Armand-Caron) ainsi que l'Institut de recherche sur les zones côtières VALORĒS et trois édifices à logements universitaires. La piscine régionale de Shippagan est annexée au pavillon sportif Armand-Caron.
Le pavillon Irène-Léger est en reconnaissance de sœur Irène Léger. La partie originale fut construite en 1949 et un agrandissement a eu lieu en 1968. Le pavillon est situé en plein centre-ville de la Ville de Shippagan. Il portait le nom de Couvent Jésus-Marie puisqu'il fut construit à l'origine pour la congrégation des religieuses Jésus-Marie.

## Nom
Le débat entourant le nom de l’Université de Moncton dure depuis plus de 60 ans et a suscité tant d’initiatives qu’un livre au sujet de cette saga a été publié en 2023, « Histoire des changements de nom : le défi de l’Université de Moncton ».
Dès 1971, le Rapport Lafrenière, de la Commission de planification académique créée par l’Université, recommande que le nom devienne « l’Université Acadienne ou tout autre nom choisi par voie de consultation auprès des intéressés ». Aucune suite n’est donnée.
En 1975, le Rapport LeBel, du Comité d’étude sur l’enseignement supérieur au Nouveau-Brunswick, recommande la création d'une université réseau Moncton-Edmundston-Shippagan et l’adoption du nom « Université Acadienne ». Le Conseil des gouverneurs de l’Université de Moncton rejette (63 pour cent contre) ce changement de nom. Cette décision, très mal reçue surtout dans le Nord de la province, résulte dans le Rapport Poirier (1978), qui présente une analyse des avantages et inconvénients d’un changement de nom. Un Comité spécial créé pour analyser le Rapport Poirier déclare, dans son Rapport Angers, que, bien qu’il n’y aurait pas d’impact négatif si le nom était changé, le nom ne devrait pas être changé « avant d’être assuré que le nouveau nom rallierait toute la population ou du moins sa grande majorité ». Cette fois, c’est 52,6 pour cent des membres du Conseil des gouverneurs qui votent contre un changement de nom.
En 1990, la Société des Acadiens et Acadiennes du Nouveau-Brunswick, appuyée de plusieurs organismes acadiens, demande à l’Université de changer de nom. L’Association des anciens et amis de l’Université, et des résidents du Sud-est réagissent contre cette prise de position. Un nouveau rapport, le Rapport Robichaud, propose une solution de compromis : que l’Université conserve son nom mais accepte d’être également connue sous le nom de l’Université Acadienne du Nouveau-Brunswick. Cette solution est rejetée par le Conseil des gouverneurs.
En 2000, la Fédération étudiante du Campus universitaire de Moncton commandite une analyse des avantages et inconvénients d’un changement. Un référendum fait suite à la réception de ce Rapport Chiasson-Foulem. 1,450 étudiants du campus de Moncton votent et 83 pour cent sont contre un changement de nom. Ceux qui votent pour un nouveau nom préfèrent le nom « Université de l’Acadie». Plus tard en 2000, le Conseil des gouverneurs de l’Université refuse (55 pour cent contre) de demander à son nouveau "Groupe de travail sur les orientations futures de l’Université" de réexaminer le nom de l’Université.
Janvier 2023 - L’Université dévoile son plan stratégique de 5 ans qui vise entre autres que l’Université soit davantage ancrée dans ses communautés et participe à « catalyser la transformation du Nouveau-Brunswick, de l’Acadie et de la Francophonie ».
Février 2023 - Jean-Marie Nadeau, chroniqueur au journal hebdomadaire Le Moniteur Acadien, publie le texte « Changeons le nom de l’Université de Moncton ». Dans le quotidien Acadie Nouvelle, le chroniqueur Rino Morin Rossignol lui fait écho.
Mars 2023 - Un comité citoyen sur le nom de l’Université (plus tard renommé Comité citoyen pour un nouveau nom) est établi.
Avril 2023 - Une pétition de plus de 1 400 personnes est présenté à l’Université. Les chefs des communautés Mi’kmaq du Nouveau-Brunswick font parvenir au recteur de l’Université une lettre d’appui au changement de nom.
Juin 2023 - Le conseil de l’Université nomme deux chercheurs, Stéphanie Chouinard et Maurice Basque, pour faire un état des lieux sur la question. L’Assemblée générale annuelle de la Société de l’Acadie du Nouveau-Brunswick exige le changement de nom de l’Université (190 votes pour, 3 contre).
Septembre 2023 – Lancement à Moncton du livre « Histoire des changements de nom : le défi de l’Université de Moncton ».
Décembre 2023 – Le conseil de l’Université reçoit le rapport Chouinard-Basque, « Dénomination de l’Université de Moncton ». Il énumère les bonnes pratiques à suivre face à un tel questionnement, dont un processus de consultation. Il évalue à 4,6 millions le coût potentiel d’un changement éventuel. «Le nom de Moncton est…porteur d’une charge symbolique (négative) énorme pour la population de proximité que l’Université dessert. Cette charge symbolique résonnera peut-être différemment auprès de la clientèle non acadienne ». Une semaine plus tard, le conseil annonce qu’il choisit le statu quo et fera plutôt une contextualisation de l'origine du nom.
Avril 2024 - Une étude indépendante du coût d’un changement de nom est rendue public par des experts invités par le Comité citoyen pour un nouveau nom à refaire le calcul du coût potentiel. Les experts – le professeur émérite d’économie André Leclerc, Michel Nadeau, Sylvio Boudreau et Pierre Cadieux - sont d’avis qu'il s'agit d'un changement de nom plutôt que d'un repositionnement stratégique, ce qui réduit les coûts à 1,2 million,.

## Vie étudiante
Plusieurs activités sociales et physiques sont offertes, telles que des spectacles, la musique, le cinéma, le théâtre, la radio étudiante, l’improvisation, les conseils étudiants, la piscine, les terrains de racquetball et de squash, le gymnase, les salles de conditionnement physique et plus.

### Sports

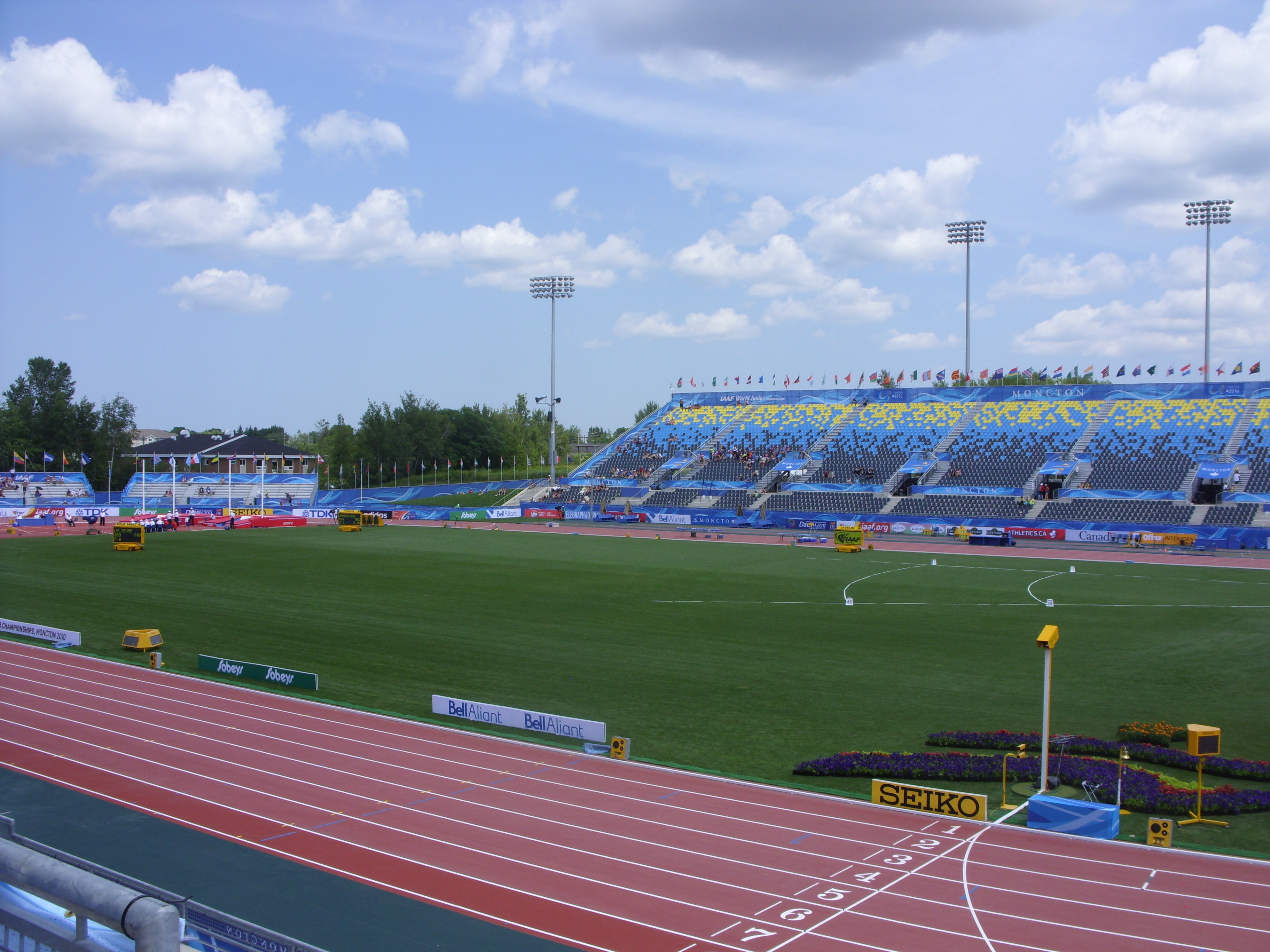
Le Stade Croix-Bleue Medavie

L'Université de Moncton est représentée par neuf équipes dans différentes ligues de Sport universitaire de l'Atlantique (SUA) et d'U Sports (anciennement : Sport interuniversitaire canadien (SIC)), qui compétitionnent sous le nom Aigles Bleus et Aigles Bleues. Elle est représentée par des équipes masculines et féminines de hockey, de soccer, d'athlétisme, de cross-country et d'une équipe féminine de volleyball.
Le Stade Croix-Bleue Medavie, situé sur le campus de Moncton, compte 10 000 à 20 000 places. Il permet à l'Université de Moncton d'accueillir sur son campus des évènements sportifs et récréatifs d'envergure. Il a été inauguré en 2010.

### Médias
- Radio étudiante: Codiac FM et avant CKUM-FM

## Professeures, professeurs, anciennes et anciens
- Jean Cadieux, doctorat honoris causa en droit, professeur émérite, recteur de 1974 à 1979 de l'Université de Moncton, membre de l'Ordre du Canada.
- Michel Bastarache (1947-), doctorats honoris causa, ex-juge à la Cour suprême du Canada.
- Herménégilde Chiasson, poète et ancien lieutenant-gouverneur du Nouveau-Brunswick.
- Alain Deneault, philosophe, essayiste et professeur.
- Stéphane Dion, ex-professeur en science politique et ancien leader du Parti libéral du Canada.
- Gérard Étienne (1936-2008), ancien écrivain et professeur en journalisme à l'Université de Moncton.
- Brian Gallant, ancien premier ministre du Nouveau-Brunswick.
- Corinne Gallant, professeure émérite et féministe.
- Jeanne d'Arc Gaudet, professeure et militante.
- Alain Haché, physicien et auteur de travaux sur les phénomènes supraluminiques.
- Emilie Grace Lavoie (1990-), artiste visuelle.
- Francis LeBlanc, astrophysicien et auteur du livre An Introduction to Stellar Astrophysics.
- Diane Lebouthillier, femme politique canadienne
- Bernard Lord, ancien premier ministre du Nouveau-Brunswick.
- Antonine Maillet, auteure canadienne et gagnante du Prix Goncourt.
- Percy Mockler, sénateur canadien.
- Annie France Noël (1987-), artiste visuelle.
- Claude Roussel, artiste en art visuel et fondateur du Département des arts visuels et de la Galerie d’art de l'Université de Moncton.
- Donald J. Savoie (1947-), expert en administration publique.
- Christine St-Pierre, ancienne journaliste à la Société Radio-Canada, députée de l'Assemblée nationale du Québec et ministre au gouvernement québécois.
- Ghislain Taschereau, animateur, humoriste et romancier.
- Camille Thériault, ancien premier ministre du Nouveau-Brunswick.
- Karelle Vignon-Vullierme, blogueuse culinaire.
- Donald Violette, mathématicien.
- Coco Belliveau, humoriste, comédienne et battle rapper